# Ducado de Elío
El ducado de Elío es un título nobiliario español, creado el 30 de marzo de 1875, por el pretendiente Carlos VII (pretendiente de la rama carlista), a favor de Joaquín Elío y Ezpeleta, General del ejército carlista. Hijo de Joaquín Elío y Olóndriz (hermano del general Francisco Javier Elío y Olóndriz), natural de Pamplona, auditor de la Cámara de Comptos de Navarra, y de María de la Concepción de Ezpeleta de Góngora y Añoa (n. Pamplona, 1784).
El ducado de Elío fue reconocido como título del reino el 10 de febrero de 1950, y expedida Carta del mismo el 5 de enero de 1951, acogiéndose a la Ley que el entonces Jefe del Estado, Francisco Franco Bahamonde, promulgó en 1948 y que permitió el reconocimiento de los títulos otorgados por los reyes carlistas.
Su denominación hace referencia al apellido del primer titular, y a su localidad de nacimiento Elío, municipio de Ciriza (Navarra).

## Armas

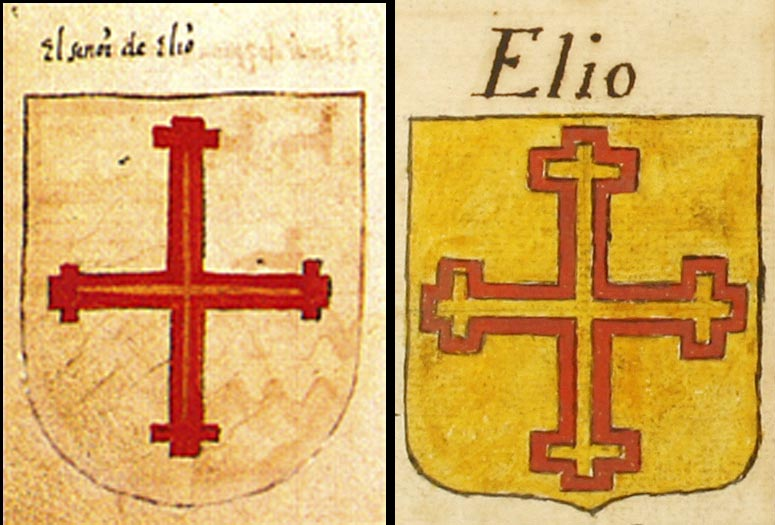
Escudo de Armas del señor de Elío

Se mantiene el escudo que desde el siglo XIV llevaba el señor de Elío: «En campo de oro, una cruz recrucetada y vacía, de gules»

## Nota
Esta rama de la familia Elío (Elío y Ezpeleta), estuvo a favor de los «reyes carlistas», por lo que «el rey» pretendiente Carlos VII  concedió este ducado. 
Anteriormente, mucho antes de las Guerras Carlistas, el General Francisco Javier de Elío y Olóndriz (1767-1822) apoyó siempre a Fernando VII, y fue uno de los propulsores de la represión absolutista de Fernando VII. Al triunfar la Revolución liberal de 1820, fue ejecutado en 1822, mediante el garrote vil.
Fernando VII, le reconoció sus méritos, a título póstumo, y nombró a su hijo Bernardo de Elío y Leyzaur y Olóndriz, I marqués de la Lealtad, el 20 de marzo de 1824, solo dos años después de haber sido ejecutado su padre.

## Duques de Elío
|                                                    | Titular                                            | Periodo                                            |
| Creación por "Carlos VII" (pretendiente carlista). | Creación por "Carlos VII" (pretendiente carlista). | Creación por "Carlos VII" (pretendiente carlista). |
| -------------------------------------------------- | -------------------------------------------------- | -------------------------------------------------- |
| I                                                  | Joaquín Elío y Ezpeleta                            | 1875-1876                                          |
| Reconocido por Francisco Franco Bahamonde          |                                                    |                                                    |
| II                                                 | María Inés de Gaztelu y Elío                       | 1951-2003                                          |
| III                                                | Francisco Xavier de Elío y de Gaztelu              | 2003-2016                                          |
| IV                                                 | Inés de Elío y de Gaztelu                          | 2017-2020                                          |
| V                                                  | Santiago Mendaro y Elío                            | 2020-actual titular                                |

## Historia de los duques de Elío

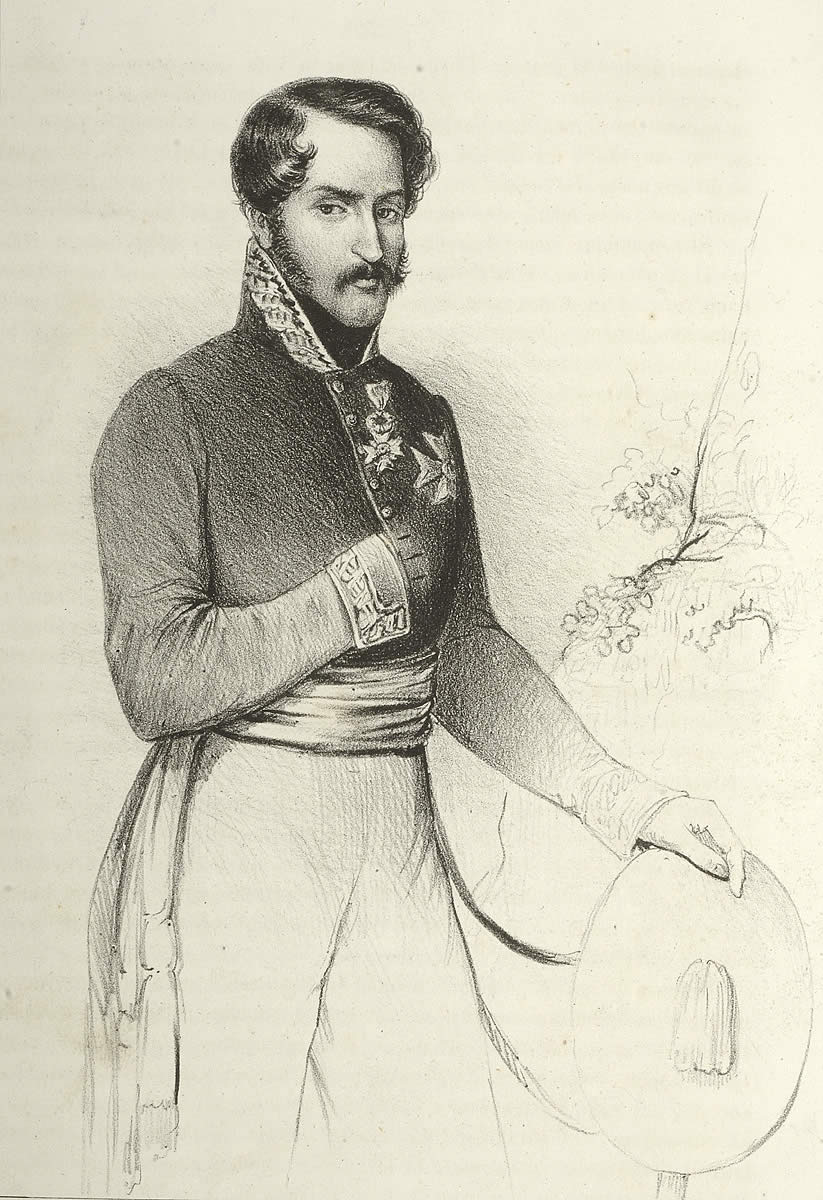
Joaquín Elío y Ezpeleta, I duque de Elío

- Joaquín de Elío y Ezpeleta (Elío, Ciriza, Navarra, 1806-Pau, Bajos Pirineos, Francia, 1876), I duque de Elío.[1] Capitán General de los ejércitos carlistas. Concedido por el pretendiente carlista Carlos VII, quién se intitulaba también duque de Madrid y conde de la Alcarria. Este título fue reconocido como título del reino el 5 de enero de 1951.

Casó el 27 de agosto de 1832 con su prima María de los Dolores de Elío y Leyzaur (1808-1842), hija del general Francisco Javier de Elío y Olóndriz (1767-1822) y hermana de Bernardo de Elío y Leyzaur, I marqués de la Lealtad.
Tuvieron por descendencia a su hijo:
-Juan de Elío y Elío (1840-1898), que casó en Pamplona en 1881 con Inés Mencos y Ezpeleta (1852-1912), hija de los condes de Guenduláin, y tuvieron a:
-Blanca de Elío y Mencos (1882-1948), que casó en Pamplona en 1904 con Alfonso de Gaztelu y Maritorena (1877-1918), naciendo de este matrimonio María Inés de Gaztelu y Elío, bisnieta del primer duque (1915-2003) quién obtuvo el reconocimiento del título:
Reconocido en 1951 a favor de:
- María Inés de Gaztelu y Elío (Pamplona, 1915-Pamplona, 12 de enero de 2003), II duquesa de Elío[1] por rehabilitación a su favor, y IV marquesa de la Lealtad.

Se casó con Rafael de Elío y de Gaztelu (Pamplona, 1895-Sevilla, 1975), IX marqués de Vessolla, XVII vizconde de Val de Erro y XI conde de Ablitas. Le sucedió su hijo:
- Francisco Xavier de Elío y de Gaztelu (Pamplona, 1945-Pamplona, 2016), III duque de Elío,[1] X marqués de Vessolla, XIX vizconde de Val de Erro, V marqués de la Lealtad, XI marqués de Góngora  (como sucesor de su tía María Teresa de Gaztelu y Elío),  XI conde de Ayanz (como sucesor de su tía Isabel de Elío y Gaztelu) y XIII conde de Ablitas.

Contrajo matrimonio el 13 de octubre de 1976 con María del Pilar Aguilera y Narváez, condesa de Foncalada, hija de Fernando de Aguilera y Abárzuza, VI marqués de Cúllar de Baza, y de María del Pilar Narváez y Coello de Portugal. Tras su fallecimiento le sucede su hermana:
- Inés de Elío y de Gaztelu (Pamplona, 1941-Sevilla, 2020), IV duquesa de Elío,[3] XI marquesa de Vessolla, XX vizcondesa de Val de Erro, XIV condesa de Ablitas y XII marquesa de Góngora (desde 2009 por cesión de su hermano Francisco Xavier de Elío y de Gaztelu).

Se casó en Pamplona el 22 de agosto de 1963 con Antonio Mendaro y Maestre (Sevilla, 1934-Sevilla, 2007) caballero de la Orden de Malta. Le sucedió su hijo:
- Santiago Mendaro y Elío (n. Pamplona, 1964), V duque de Elío (G. de E.),[4] XII marqués de Vessolla,[5] XXI vizconde de Val de Erro.[6]